# Municipio de King (Minnesota)
El municipio de King (en inglés: King Township) es un municipio ubicado en el condado de Polk en el estado estadounidense de Minnesota. En el año 2010 tenía una población de 219 habitantes y una densidad poblacional de 2,4 personas por km².

## Geografía
El municipio de King se encuentra ubicado en las coordenadas 47°37′45″N 95°52′25″O / 47.62917, -95.87361. Según la Oficina del Censo de los Estados Unidos, el municipio tiene una superficie total de 91.38 km², de la cual 90,55 km² corresponden a tierra firme y (0,9 %) 0,82 km² es agua.

## Demografía
Según el censo de 2010, había 219 personas residiendo en el municipio de King. La densidad de población era de 2,4 hab./km². De los 219 habitantes, el municipio de King estaba compuesto por el 97,26 % blancos, el 1,37 % eran afroamericanos, el 0,91 % eran de otras razas y el 0,46 % eran de una mezcla de razas. Del total de la población el 0,91 % eran hispanos o latinos de cualquier raza.